# Käthe Hoffmann
Käthe Hoffmann, född 1883, död 1931, var en tysk botaniker som upptäckte och katalogiserade många växtarter i Nya Guinea och Sydostasien, bland andra Annesijoa novoguineensis. 
Hon var professor vid Breslaus universitet, Tyska riket (nu Universitetet i Wrocław, Polen) och gjorde betydande bidrag inom botaniken genom att beskriva många fröväxter.
Auktorsnamnet K.Hoffm. kan användas för Käthe Hoffmann i samband med ett vetenskapligt namn inom botaniken; se Wikipediaartiklar som länkar till auktorsnamnet.